# Sheykh Beyglū
Sheykh Beyglū (persiska: شیخ بیگ, شیخ بیگلو) är en ort i Iran.   Den ligger i provinsen Östazarbaijan, i den nordvästra delen av landet, 500 km nordväst om huvudstaden Teheran. Sheykh Beyglū ligger 1 889 meter över havet och antalet invånare är 316.
Terrängen runt Sheykh Beyglū är kuperad åt nordost, men åt sydväst är den platt. Terrängen runt Sheykh Beyglū sluttar söderut. Runt Sheykh Beyglū är det ganska glesbefolkat, med 22 invånare per kvadratkilometer. Närmaste större samhälle är Tīkmeh Dāsh, 10,3 km norr om Sheykh Beyglū. Trakten runt Sheykh Beyglū består i huvudsak av gräsmarker.